# Fairfield, Illinois
Fairfield là một thành phố thuộc quận Wayne, tiểu bang Illinois, Hoa Kỳ. Năm 2010, dân số của thành phố này là 5154 người.

## Dân số
Dân số qua các năm:
- Năm 2000: 5421 người.
- Năm 2010: 5154 người.